# Hamilton Lanphere Smith
Hamilton Lanphere Smith ( 5 de noviembre de 1818 - 1 de agosto de 1903) fue un astrónomo, botánico, algólogo, taxónomo, y fotógrafo estadounidense.

## Biografía
Era originario de New London, Connecticut, de Anson y Amy Beckwith. Se graduó por la Universidad Yale en 1839, donde construyó, en 1838, el telescopio más grande del país en ese momento.

## Obra
En 1848, escribió The World, uno de los primeros libros de texto científicos escritos en EE. UU. Smith es conocido por patentar el proceso fotográfico ferrotipo, que popularizó la fotografía en EE. UU. Lo patentó al gran tintype el 19 de febrero de 1856.
Entre 1853 y 1868 fue profesor de filosofía natural y Astronomía del Kenyon College, Gambier, Ohio, y más tarde enseñó en Hobart y William Smith Colleges en Nueva York. También creó un sistema para la descripción de algas microscópicas que todavía está en uso hoy en día.

## Algunas publicaciones
- 1847. Natural Philosophy Cleveland, Ohio.
- 1848. First Lessons in Astronomy and Geology.
- 1852. Natural Philosophy for the Use of Schools and Academies: Illus. by Numerous Examples and Appropriate Diagrams. Ed. Newman, 358 p.
- 1860. Notes on Diatomaceae Found Near Gambia, O. Ed. J.V. Voorst, 3 p.
- 1866. On a Mechanical Finger for Use with the Microscope. 337 p.
- 1885. Species Typicte Diatomacearum, 750 especímenes en treinta casos.

## Reconocimientos
A lo largo de su ilustre carrera, se desempeñó como Presidente de la Sociedad Microscópica de EE. UU., miembro honorario de las Sociedades microscópicas de Edimburgo y belga, y miembro de la Real Sociedad Microscópica de Londres. En 1871, obtuvo el grado de Doctor en Derecho por el Trinity College y un Doctorado en Ciencias en 1900 de Hobart College.